# Avro 528
Die Avro 528 Silver King ist ein einmotoriges Doppeldeckerflugzeug des britischen Herstellers Avro.

## Geschichte
Die 528 war eine Weiterentwicklung des Bombers Avro 519. Im September 1915 orderte die britische Admiralität dieses Flugzeug bei Avro, die ersten Tests sollten 1916 stattfinden.
Jedoch verzögerten sich die Entwicklungsarbeiten bei Avro, so dass die Maschine erst am 9. September 1916 fertiggestellt werden konnte. Es stellte sich jedoch heraus, dass die 528 mit Fertigungsfehlern behaftet war und außerdem erhebliche Triebwerksprobleme hatte. Die Produktionsmängel wurden bis zum Dezember 1916 behoben, die Motorprobleme blieben bestehen, auch der Motorenhersteller Sunbeam konnte keine Abhilfe schaffen.
Es folgten Versuche mit unterschiedlichen Luftschrauben, und erst im Februar 1917 schien man einer Lösung der Probleme nahe zu sein. Dies war jedoch zu spät für die Admiralität, die gegenüber Avro äußerte, dass sie dieses Flugzeug keinesfalls in Dienst stellen würde.
So blieb es bei dem Einzelstück der Avro 528, das letztlich bei den britischen Marinefliegern zu Testzwecken geflogen und zuletzt im April 1917 gesehen wurde.

## Technische Daten (soweit bekannt)
| Avro 528 Silver King         |                                             |
| Kenngröße                    | Daten                                       |
| Länge                        | 10,26 m                                     |
| Flügelspannweite oben        | 19,81 m                                     |
| Flügelspannweite unten       | 17,98 m                                     |
| Max. Fluggewicht vollgetankt | 2498,84 kg                                  |
| Antrieb                      | 1 Sunbeam-Motor mit 186,4 kW (ca. 253,5 PS) |
| Besatzung                    | 2                                           |